# Repentless
Repentless je dvanaesti i posljednji studijski album američkog thrash metal sastava Slayer. Objavljen je 11. rujna 2015. godine te je također prvi Slayerov album u kojem gitaru svira Gary Holt, Exodusov gitarist i tekstopisac. Također je prvi album od albuma God Hates Us All iz 2001. na kojem bubnjeve svira Paul Bostaph. Repentless je usto prvi Slayerov album koji prati smrt jednog od osnivača sastava Jeff Hannemana (koji je preminuo 2013. godine) i prvi album skupine koji je objavio Nuclear Blast.
Pet singlova je objavljeno s albuma; "Implode", "When the Stillness Comes", "Repentless", "Cast the First Stone" i "You Against You".  Album se uspeo na četvrto mjesto ljestvice Billboard 200, što je ujedno i najviše dosegnuto mjesto sastava na toj ljestvici.  Također se našao na vrhu njemačke ljestvice albuma i među deset najboljih u svijetu. Dobio je uglavnom pozitivne kritike.

## Pozadina
Kada su 2011. pitali članove sastava hoće li nastaviti s objavljivanjem albuma nakon World Painted Blood, Slayerov bubnjar Dave Lombardo, iako tada još ništa nije bilo napisano, odgovorio je da "definitivno hoće". Početkom 2011. godine, Jeff Hanneman je izjavio kako ga je ugrizao otrovan pauk dok se kupao u prijateljevoj vrućoj kupelji. Kada je sastav bio upitan o snimanju novoga albuma, basist i pjevač Tom Araya komentirao je da će obustaviti rad do Hannemanovog oporavka.
Dana 20. veljače 2013. sastav je izjavio kako Lombardo neće biti bubnjar na Slayerovoj australskoj turneji zbog osobnih problema te da će njegovo mjesto zauzeti bivši bubnjar grupe Jon Dette. U intervjuu Soundwave TV-a gitarist Kerry King je izjavio kako je dio albuma završen. Izjavio je kako ne zna tko će biti producent albuma, s obzirom na to da je Metallicin producent bio Greg Fidelman. Dodatno, nije se znalo hoće li Hanneman biti u mogućnosti doprinositi albumu. Lombardova zamjena bit će Paul Bostaph, koji je prije bio bubnjar skupine od 1992. do 2001., pojavljujući se na nekolicini albuma.
Dana 2. svibnja 2013., Jeff Hanneman je preminuo od ciroze jetre u bolnici u Los Angelesu. Tjedan dana kasnije obavljeno je kako je pravi uzrok smrti ciroza jetre uzrokovana alkoholom. Hanneman i njegova obitelj bili su podalje od medija nekoliko mjeseci prije njegove smrti. King je izjavio kako želi da sastav nastavi s radom ali je Araya izjavio da bi "nakon 30 godina, bilo isto kao početi iznova." U ožujku 2015. Tom Araya je izjavio kako su napisali pjesmu o Hannemanovoj smrti te da će biti objavljena na albumu.

## Popis pjesama
Tekstovi i glazba: Kerry King, osim gdje je navedeno drugačije. 
| 1.    | »Delusions of Saviour«     |                 |          | 1:55 |
| 2.    | »Repentless«               |                 |          | 3:19 |
| 3.    | »Take Control«             |                 |          | 3:14 |
| 4.    | »Vices«                    |                 |          | 3:32 |
| 5.    | »Cast the First Stone«     |                 |          | 3:43 |
| 6.    | »When the Stillness Comes« |                 |          | 4:21 |
| 7.    | »Chasing Death«            |                 |          | 3:45 |
| 8.    | »Implode«                  |                 |          | 3:49 |
| 9.    | »Piano Wire«               | Jeff Hanneman   | Hanneman | 2:49 |
| 10.   | »Atrocity Vendor«          | Tom Araya, King |          | 2:55 |
| 11.   | »You Against You«          |                 |          | 4:21 |
| 12.   | »Pride in Prejudice«       |                 |          | 4:14 |
| 41:57 |                            |                 |          |      |

## Zasluge
Slayer
- Tom Araya — bas-gitara, vokali
- Kerry King — gitara
- Gary Holt — gitara
- Paul Bostaph — bubnjevi

Ostalo osoblje
- Terry Date — produkcija, inženjer zvuka, miksanje
- Peter Mack — inženjer zvuka
- Derrick Stockwell — dodatni inženjer zvuka
- Howie Weinberg — mastering